# Nanami Takenaka
Nanami Takenaka (Prefettura di Aichi, 2 dicembre 1998) è una ginnasta giapponese.

## Biografia
Fresca del debutto nella nazionale giapponese in occasione della tappa di Coppa del Mondo svoltasi a Espoo nel 2016, Takenaka ha vinto con il Giappone tre medaglie ai Mondiali di Pesaro 2017 (argento nelle 3 palle / 2 funi, bronzo nell'all-around e nei 5 cerchi). 
Ai campionati mondiali di Baku 2019 vince il suo primo nelle 5 palle, oltre a due secondi posti ottenuti nell'all-around e nei 3 cerchi / 4 clavette.

## Palmarès
- Campionati mondiali di ginnastica ritmica

Pesaro 2017: argento nelle 3 palle / 2 funi, bronzo nei 5 cerchi e nell'all-around.
Baku 2019: oro nelle 5 palle, argento nell'all-around e nei 3 cerchi / 4 clavette.